# الجامعة التربوية الوطنية دراغومانوفا
الجامعة التربوية الوطنية دراغومانوفا مؤسسة تعليم عالي أوكرانية، (بالأوكرانية: Націона́льний педагогі́чний університе́т ім. М. П. Драгома́нова) هي جامعة تقع في كييف عاصمة أوكرانيا. أُسِّسَت هذه الجامعة في سنة 1834.